# Ba-ta-clan
Ba-ta-clan, též psáno Ba-Ta-Clan, je hudební číniáda („chinoiserie musicale“) o jednom dějství francouzského skladatele Jacquese Offenbacha na libreto Ludovica Halévyho z roku 1855.

## Vznik a charakteristika
Ba-ta-clan patří mezi raná jevištní díla Jacquese Offenbacha. Vznikl k příležitosti inaugurace nového působiště Offenbachova divadla Théâtre des Bouffes-Parisiens, které se po působení v maličkém, ale v době světové výstavy 1855 výhodně položeném sále Lacaze v prosinci 1855 přestěhovalo do nových prostor v pasáži Choiseul (kde sídlí dodnes). Po několika krátkých odkladech bylo nové divadlo zahájeno představením dne 29. prosince 1855, ve kterém Offenbach využil co nejšíře všech rozšíření své značně omezené licence, která nedlouho předtím obdržel. Komponovaný večer se skládal z předehry složené Offenbachem, pantomimy Alcadovy sochy (Les statues de l'Alcade) na hudbu Augusta Pilatiho, veršovaného prologu Po létě (Après l'été) Josepha Méryho, operety Na sopce (Sur un volcan) na Méryho text s hudbou Ernesta L'Épina, Ba-ta-clanu a závěrečného baletního pas-de-cinq La Hongroise. Ne všechna čísla měla u obecenstva stejný ohlas (opereta Na sopce byla vypískána a vzápětí stažena), ale Ba-ta-clan se ukázal být novým triumfem mladého divadla.
Mezi zmíněná rozšíření Offenbachova divadelního privilegia patřilo zvýšení počtu osob, které mohly vystupovat v mluvených či zpívaných komediálních kusech, ze tří na čtyři, a proto je Ba-ta-clan také první operetou Bouffes-Parisiens se čtyřmi zpívajícími postavami (nemluvící statisty státní správa tolerovala). Rozsahem, formou i celkovým laděním patří mezi díla, která sám Offenbach později nazýval operetami, avšak díky svému bizarnímu svérázu získal Ba-ta-clan své zvláštní žárové označení. Text k dílu napsal jednadvacetiletý Ludovic Halévy, syn známého dramatika Léona Halévyho a synovec skladatele Jacquese Fromentala Halévyho. Ludovic Halévy nastoupil do státní správy a svou divadelní prvotinu napsal zprvu pod pseudonymem Jules Servières, aby své kariéře neuškodil, ale s ohledem na obrovský úspěch se dal již od 12. ledna 1856 uvádět na plakátech pod vlastním jménem.
Ba-ta-clan se stal senzací zimní sezóny. Jeho titulní píseň vícero kritiků přirovnalo k Marseillaise; G. Héque ji popsal jako „Marseillaisu nového typu, v níž směšnost nabývá olbřímích rozměrů“ a autoři sami ji později v tištěné partituře označili za „čínskou Marseillaisu“. Opereta se hrála o svého uvedení každý den od 29. prosince 1855 do 31. března, tedy 67krát za sebou, a přerušení této řady si vynutil jen odchod jednoho z představitelů, komika Jeana Bertheliera, do Théâtre de l'Opéra-Comique. Brzy jej však účinně nahradil Gustave Gerpré, s nímž Ba-ta-clan dosáhl 2. listopadu 1856 stého představení a byl odložen až po 141. repríze 30. září 1858. K těmto představením lze připočítat zvláštní představení pro diplomatické zplnomocněnce účastnící se mírové konference po krymské válce, které soubor Bouffes provedl 29. února 1856 u vévody de Mornyho, nevlastního bratra Napoleona III.

## Inscenační historie
20. května 1857 programem, jehož součástí byl i Ba-ta-clan, zahájily Bouffes-Parisiens své turné v Londýně, totiž v St James's Theatre. Konkrétně čínské prostředí Ba-ta-clanu se setkalo s nevolí u publika, které bylo naladěno protičínsky kvůli probíhající druhé opiové válce, ale turné bylo velmi úspěšné, jeho trvání se postupně prodloužilo na trojnásobek původně plánované doby a Ba-ta-clan se hrál celkem pětkrát. Počátkem června 1857 zhlédla Ba-ta-clan i královna Viktorie a princ Albert. Podle zpráv v pařížských novinách Revue et Gazette musicale de Paris „se celý dvůr upřímně připojil k neutuchajícímu smíchu vznešené mocnářky“.
V roce 1865 jej pak poprvé uvedlo v angličtině londýnské divadlo St. George's Theatre. Ba-ta-clan pro tuto příležitost přeložil a přepracoval William Brough a hudbu upravil skladatel a divadelní podnikatel Thomas German Reed. Pod novým názvem Ching-Chow-Hi (později hráno s poditulem A Crancked Piece of China) se dílo rozšířilo vzápětí přes New York do Spojených států amerických, 10. ledna 1880 dorazilo do australského Sydney. Broughovo a Reedovo přepracování operetu zasadilo do anglo-americké tradice burlesky a extravaganzy; lokální narážky přitom byly přirozeně změněny, satira ustoupila prosté zábavě, hrdinové byli Angličané či Američané namísto Francouzů a rovněž počet účinkujících vzrostl podle možností provozovatelů.
Zatím byl 6. února 1863 Ba-ta-clan uveden v Bouffes-Parisiens v nové verzi. Jelikož dřívější omezení divadelní licence byla mezitím zrušena, byla tato verze nemálo rozšířena o nové účinkující – role Fé-an-nich-ton byla rozdělena mezi dvě představitelky a dopsány nové ženské role, připsána „čínská polka“ kombinovaná s kankánem apod. Tato verze se však hrála jen 12krát (plus několik představení v červnu a červenci 1863 v letním působišti souboru – lázních Bad Ems) a pro další uvádění z ní přežil sbor spiklenců, o který byl obohacen úvodní kvartet. Už předtím se však stal Ba-ta-clan oblíbeným kusem hraných v salónech a v menších provinčních i amatérských divadlech.

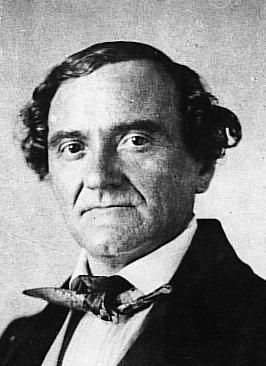
Johann Nepomuk Nestroy

Do střední Evropy se Ba-ta-clan dostával obezřetněji, i tentokrát přes Vídeň, tradiční odrazový můstek Offenbachových děl v tomto prostoru. Ředitel Divadla na Vídeňce Alois Pokorny vyjadřoval skepsi k připravenosti německého publika i herců a zpěváků na satiricko-groteskní humor některých triumfů Bouffes-Parisiens a žádal Offenbacha, aby mu neposílal hry typu Ba-ta-clanu a Chrupželeza. Výzvy se ujala oblíbená dvojice vídeňských komiků, Johann Nepomuk Nestroy a Carl Treumann, kteří tehdy působili v divadle Carltheater. Nestroy Halévyho předlohu značně přepracoval. Některé změny byly prostou lokalizací námětu (Pařížané byli změněni na Vídeňany), jiné byly dány volnějšími inscenačními podmínkami divadla (možnost využití většího počtu postav, sboru a tanečníků). Satirické prvky díla byly důsledně odstraněny, namísto nich byl doplněn oblíbený motiv lsti s „hvězdnými blíženci“ a jakýsi konkurs odalisek, který umožnil inscenátorům dát na odiv půvab mladých členek divadla a současně dal původně čínskému prostředí spíše Vídeňanům známější „turecký“ ráz. Partituru požadavkům nové inscenace přizpůsobil kapelník Karl Binder.
Premiéra Nestroyovy úpravy se konala 13. října 1860 a znamenala velký úspěch. Obecenstvo – které se o něco dříve týž večer nerozpakovalo vypískat Nestroye v činoherní novince Eine Greißlerei od Alexandra Bergena – bylo „v mimořádně veselé náladě a mělo takovou chuť aplaudovat, že se téměř každé číslo muselo opakovat. Offenbachovy půvabné, tak oblíbené melodie se ani včera neminuly účinkem; a když si k tomu člověk přimyslí Nestroyovu velekomickou hru, jeho bránici trhající sedmasedmdesát rákoskou, znamenité figury Treumanna a Groise, plný serail dráždivých odalisek, skvostnou výpravu s nádhernými dekoracemi od Lehmanna, tak lehce pochopí obrovský úspěch novinky,“ psaly noviny Fremdenblatt. Zvláštní úspěch měla „kočičina“, koncert všech postav na dětské nástroje, kterou však připsal kapelník Eduard Stolz. Odbornou hudební kritiku přirozeně neuspokojil. Jestliže Neue Wiener Musik-Zeitung ve své příznivé noticce považuje Tschin-Tschin za „zábavný singspiel“, jenž vděčí za úspěch „velmi pikantní hudbě“ Blätter für Musik, Theater und Kunst v obsáhlém referátu psal: „Offenbach nazývá Tschin-Tschin, který je burleskou v nejtroufalejším smyslu slova, hudební činérií. Kam se řadí tato nová hudební forma? Má tento neobvyklý titul popisovat nicotnost textu nebo fraškovitost hudby? Pan Offenbach si je zdá se vědom ceny svého díla a domnívá se, že svrchu uvedeným označením dosáhl jisté captatio benevolentiae, která ho kryje před kritikou. Text k Tschin-Tschin patří k tomu nejslabšímu a nejnenápaditějšímu a hudba k němu je na stejné úrovni.“
Tschin-Tschin byl poslední významnou novinkou obou osobností v divadle Carltheater; již koncem téhož měsíce, po jedenáctém představení Tschin-Tschin, Nestroy z divadla odešel a novému žánru operety či „offenbachiády“ – pro jejíž vídeňské začátky měl velký význam – se přestal věnovat. Současně odešel i Carl Treumann, ale s opačným úmyslem: společně s nemalou částí souboru Carltheatru založil nové Divadlo na nábřeží Františka Josefa (Theater am Franz-Josefs-Kai, zvané též Kaitheater nebo Treumanntheater), které se až do zániku při požáru roku 1863 věnovalo převážně operetě, zejména právě Offenbachovu dílu. Zahájilo činnost 1. listopadu 1860 právě premiérou Tschin-Tschin, která se projevila na novém působišti ještě větším triumfem. Za dobu trvání divadla se hrál 46krát, a byl tak jeho třetím nejúspěšnějším kusem.
Vídeňská úprava byla pak základem i pro první provedení v českých zemích. Dne 11. března 1862 měl Tschin-Tschin premiéru v Městském divadle v Brně. Stejná verze byla hrána i v Uhersku, poprvé v němčině v Německém městském divadle v Pešti 1. března 1862. Až 26. března 1870 následovala premiéra v maďarském jazyce, a to v překladu Endreho Latabára pod názvem Csin-Csin v Národním divadle v Košicích. V Polsku se však hrála originálu bližší verze; premiéru měl Ba-ta-clan premiéru ve varšavském divadle Arkadia. V Dánsku uvedlo Ba-Ta-Clan v překladu Augusta Zincka kodaňské Lidové divadlo (Folketeatret) 6. března 1877, ale po pouhých třech reprízách byl stažen.
V současnosti se Ba-ta-clan hraje poměrně často v Evropě a Severní Americe. Z inscenací v 21. století lze zmínit inscenaci Opéra de Lyon (2003), inscenaci pařížského Le Cabaret des Fous (2003), Offenbachův festival v Bad Ems (1985, 2006), Annandale-on-Hudson v roce 2006 (festival Bard SummerScape), putovní produkce Centre lyrique d’Auvergne (2006, premiéra v Néris-les-Bains), Hannover (2007), Illkirch (2007), Festival operety v Aix-les-Bains(2007), Vídeň (Kammeroper) 2009, inscenace společnosti Compagnie des Brigands hraná v letech 2016–2018 v Le-Perreux-sur-Marne, Remeši, Dunkerku aj., Buenos Aires (2017), Spoleto (2018).

## Vliv a odkaz
Offenbachův Ba-ta-clan nejen dálněvýchodním prostředím, ale i celkovým pojetím inspiroval řadu následovníků. Patří mezi ně například první velký úspěch pozdějšího Offenbachova hlavního konkurenta Charlese Lecocqa, opereta Čajový kvítek (Fleur-du-thé, 1868), ale i hlavní klasické dílo anglické operety, Mikado Gilberta a Sullivana z roku 1885. Citát z písně Ba-ta-clan má v titulu i nedokončená opereta Fisch-Ton-Khan Emmanuela Chabriera na libreto Paula Verlaina.
V letech 1863–1864 postavil Charles Duval v Paříži na boulevard Voltaire budovu v čínském stylu určenou pro café-concert, která přijala podle Offenbachovy operety jméno „Ba-Ta-Clan“, později zjednodušené na „Bataclan“, dosud fungující jako koncertní scéna, která se stala dějištěm teroristického útoku roku 2015.

## Osoby a první obsazení
| osoba | hlasový obor | světová premiéra (29.12.1855)   | vídeňská premiéra (13.10.1860) | česká premiéra (11.3.1862) |
| --- | ------------ | ------------------------------- | ------------------------------ | -------------------------- |
| Fé-ni-han, vládce Chè-i-no-oru [Tschin-Tschin, vládce provincie Che-ni-o-nor]                             | tenor        | Étienne Pradeau                 | Johann Nepomuk Nestroy         | Rudolf Rusa                |
| Ké-ki-ka-ko, Fé-ni-hanův dvořan [Peter Gix, kormidelník na evropské fregatě]                              | tenor        | Jean Berthelier                 | Karl Treumann                  | Julius Gutenthal           |
| Ko-ko-ri-ko, kapitán Fé-ni-hanovy gardy a vůdce spiknutí [vrchní bonz a první úředník u čínského orákula] | bas/baryton  | (Louis-)Prosper Guyot           | Alois Grois                    | Anton Spiro                |
| Fé-an-nich-ton, Fé-ni-hanova dvorní dáma [odaliska]                                                       | soprán       | Marie(-Denise-Victoire) Dalmont | Therese Braunecker-Schäfer     | Leopoldine Benisch         |
| [O-si-si, odaliska]                                                                                       | ...          | –                               | Helene Weinberger              | Julia Suvanny              |
| [Na-na-nit, odaliska]                                                                                     | ...          | –                               | Anna Marek                     | Mathilde Perechon          |
| [Du-du-du, odaliska]                                                                                      | ...          | –                               | Emma Zöllner                   | Wilhelmine Sänger          |
| [Hei-sa-sa, odaliska]                                                                                     | ...          | –                               | Frankenberg                    | –                          |
| [Ui-je-je, odaliska]                                                                                      | ...          | –                               | Elise Zöllner-Szathmáry        | Ludmilla Dietz             |
| [Kang-Schu, první pěchovač dýmky]                                                                         | ...          | –                               | Wilhelm Knaack                 | Josef Dietz                |
| [Zimar, dozorce v harému]                                                                                 | ...          | –                               | Joseph Ausim                   | –                          |
| Spiklenci (statisté / sbor)                                                                               |              |                                 |                                |                            |
| Dirigent:                                                                                                 | Dirigent:    | Jacques Offenbach               | Carl Binder                    | Arthur Raimund Stotz       |

## Instrumentace
Dvě flétny (1 střídá jako pikola), hoboj, dva klarinety, fagot; dva lesní rohy, dvě trubky, pozoun; tympány, dvě bicí soupravy; smyčcové nástroje (první a druhé housle, violy, violoncella, kontrabasy).

## Děj opery
(Odehrává se v současnosti (1855) ve fiktivní Číně. Scéna představuje zahradu čínského paláce s pavilóny a pagodami a s hromadou polštářů tvořící trůn císaře Fé-ni-hana.)
Na jeviště nejprve vpochoduje sbor dvořanů-spiklenců (čínský pochod a sbor Cloc clock moc mock). Pak se objeví jejich vůdce, velitel vládcovy osobní stráže Ko-ko-ri-ko, po něm mandarinka Fé-an-nich-ton a mandarín Ké-ki-ka-ko; nakonec i císař Fé-ni-han. Všichni mají fantaskní čínské kostýmy a hudební nástroje. Fé-ni-han má vážný rozhovor s Fé-an-nich-ton a Ké-ki-ka-kem; pak odejde se spiklenci v patách (čínský kvartet Maxalla chapallaxa; celá scéna s nesrozumitelným textem dává prostor režijní i herecké improvizaci).
Ké-ki-ka-ko a Fé-an-nich-ton zůstanou na místě. Chvíli si čtou, až na sebe pohlédnou a s překvapením pozorují, že dívka čte román Paula de Kocka a mladík čte poslední vydání žurnálu La Partie – tedy že oba hovoří francouzsky, ba co více, že jsou oba nikoli Číňané – za něž se doposud navzájem považovali – ale Francouzi. Ké-ki-ka-ko je ve skutečnosti vikomt Alfred de Cérisy a vypráví svůj příběh. Býval známým elegánem pařížských bulvárů, ale po bankrotu společnosti, jíž se účastnil, musel utéci do Činy, kde jej kdosi přepadl a unesl do paláce Fé-ni-hana, kde z něj udělali mandarína. Fé-an-nich-ton je zase mademoiselle Virginie Durand, „zpěvačka v lehkém oboru“, a ve svých kupletech vzpomíná na dobu, kdy byla miláčkem celé Paříže, nebo přinejmenším její mužské poloviny (J'étais aimable, élégante). Na turné se svou divadelní společností seznamovala Říši nebes s klenoty francouzského divadelnictví od Faidry a Hugenotů po Dámu s kaméliemi a Radovánky po půlnoci. I ji unesly stráže Fé-ni-hana a donutily ji k tomu, aby zaujala místo u císařova dvora. Oba Pařížané v exilu si vyměňují vzpomínky na své město plné zábavy, tance, hudby a šampaňského (duet Te souviens-tu de la Maison Dorée) a končí hymnou na veselí a proti trudnomyslnosti – Florettiným rondem (Êtes-vous pauvre et plein d'ardeur?). Rozhodují se ihned z paláce uprchnout a vrátit se domů, jenže na útěku je lapí Ko-ko-ri-kova stráž.
Fé-ni-han se vrací. Ko-ko-ri-ko a spiklenci na něj dorážejí, ale křikem „rac, rac“ a bafáním se mu je podaří zahnat. V monologu si císař stěžuje na svůj osud. Není totiž žádný Číňan, ale Francouz, rodák z Brives-la-Gaillarde jménem Anastase Nourisson. Jeho panování bylo donedávna jednoduché, spočívalo ve válení se na polštářích a krmení zlatých rybiček. Jenže od nedávna se proti němu všichni spikli do tajného spolku Ba-ta-clan a každou chvíli zpívají jeho hymnu, jejíž melodie je tak strhující, že se on sám, terč celého spiknutí, nemůže udržet, aby si ji tu a tam nezazpíval. Přitom svým poddaným pořád nerozumí ani slovo…
Vchází Ko-ko-ri-ko, a jak Fé-ni-han předvídá, zase bude žádat o něčí popravu, a to „v italštině na čínská slova“. A má pravdu, dnešními nešťastníky jsou Fé-an-nich-ton a Ké-ki-ka-ko (italský duet O Fé-ni-han, Ké-ko-ka-ko, Fé-an-nich-ton, morto, morto!). Císař dává rezignovaně svolení a jde krmit své zlaté rybičky. Předvedení mladí lidé se loučí se životem tím, že hrdinsky zanotují Florettino rondo (kvartet Morto! – Les affreuses grimaces!). Císař se tak dozvídá, že i oni dva jsou Francouzi, vykáže Ko-ko-ri-ka a spiklence a oslavuje shledání s krajany (tercet Je suis Français!). Vypráví svou vlastní historii: před osmi lety jej dovlekl před tehdejšího císaře Fé-ni-ha-na, který mu marseilleským přízvukem dal na vybranou: buď převezme jeho funkci, nebo bude nabodnut na kůl. Proto Anastase převzal vládu, polštáře i rybičky a lid s ním byl spokojen. Jenže před čtvrt rokem mu jeho hodnostáři předvedli jakýchsi pět mužů a strašně křičeli. Protože Anastase nerozuměl, co chtějí, dal předvedené nabodnout na kůl, jenže se ukázalo, že šlo o zvlášť zasloužilé občany navržené na vyznamenání. Od té doby se proti němu všech jeho 47 poddaných bouří.
Nyní je Anastase nadšen tím, že se shledává s vikomtem de Cérisy, protože se chce trůnu zbavit, a tak staví mladíka před stejnou volbu, jakou měl kdysi on: kůl je stále připraven. Ale Ké-ko-ka-ko nechce na nabídku přistoupit, přidává se k povstalcům a pěje jejich hymnu; připojuje se i Fé-an-nich-ton a – aby nezůstal pozadu – i Fé-ni-han samotný (finále-tercet Le chapeau chinois, le trombone… Ba-ta-clan!). Jejich zpěv přivolává povstalce a císař už tuší svou brzkou smrt (chorál z Hugenotů). Jeden ze spiklenců přináší císařovi dopis – je ve francouzštině a ukazuje, že vůdce spiklenců Ko-ko-ri-ko je rovněž Francouz – z pařížské rue Mouffetard – a zná nyní Fé-ni-hanovo tajemství. Mohl by je všechny tři udat jako podvodníky a čekalo by je nabodnutí na kůl, ale on sám si přeje stát se novým Fé-ni-hanem. Proto je ochoten nechat své tři krajany tajně uprchnout v poštovním dostavníku, který má zaručené návazné spojení z Pekingu až do Pantinu. Všichni se chopí opět svých nástrojů a na signál Ko-ko-ri-kova velkého bubnu Anastase, Albert a Virginie směřují do Francie za zpěvu „Ba-ta-clanu“.

### Děj vídeňské verze (Tschin-Tschin)
(Podle libreta pro reprízu v Prátru roku 1898 s některými jmény pozměněnými oproti výše uvedené verzi z roku 1860.)
(Zahrada Tsching-Tschingova paláce) V zahradě guvernéra se potkávají první pěchovač dýmky Sik-i-lak a správce harému eunuch Mos-ta-don. Sdělují si, že se guvernér rozhodl uspořádat v zahradě audienci spojenou s děkovnou obětí za to, že provincie při noční dnešní bouři neutrpěla vážnější škody. Oba si přitom stěžují na strasti svého povolání. Ve velkém a barvitém procesí přichází na místo Tsching-Tsching s hodnostáři, dívkami z harému a hudbou.
Tsching-Tsching v rozhovoru s vrchním obětníkem Ko-ko-ri-kem doufá, že dnešní obětiny božstvo na nějakou dobu uspokojí, ale Ko-ko-ri-ko podtrhuje nutnost častých obřadů (které tvoří zdroj jeho příjmů). Tsching-Tsching si nechá nacpat dýmku a poté si dává předvést na přehlídku nové potenciální přírůstky svého harému: odalisky Na-na-nich, O-si-si, Du-du-du, zcela nepřijatelnou Ui-je-je a nakonec i poslední kandidátku, Evropanku Je-sas-nu. Je-sas-na se ale zpěčuje stát se ženou starého páprdy, a ještě k tomu ne jedinou. Tsching-Tsching jí dává na vybranou: buď se do 24 hodin rozhodne pro vstup do jeho harému, nebo ji dá hodit do moře na pospas žralokům. Aby ho obměkčila, předvádí mu Je-sas-na „evropský koncert“, při kterém zpěvem prosí guvernéra o svobodu, zatímco tři ostatní kandidátky naopak o to, aby jim dal přednost. Před čím dál energičtějším naléháním odalisek nakonec Tsching-Tsching prchá a na místě zůstane jen Je-sas-na, která vzpomíná na rodnou Vídeň.
Sluhové na nosítkách přinášejí vyčerpaného trosečníka, kterého po noční bouři vyvrhlo moře. Zatímco Mos-ta-don a Sik-i-lak jdou nález ohlásit guvernérovi, Je-sas-na mladíka křísí. Je to kormidelník evropské fregaty jménem Fritz Gix a ukáže se, že je také Vídeňák. Je-sas-na a Fritz se rozhodují ještě dnes v noci uprchnout do rodného města. Radostí ze shledání tancují, ale v tom je přistihne Ko-ko-ri-ko, který v jejich tanci spatřuje znesvěcení obětiště. Za to hrozí oběma smrt na hranici. Ale ukáže se, že i Ko-ko-ri-ko je vlastně rodák z Vídně, který se sem dostal jako ztroskotavší kuchtík. Už si v Číně příliš zvykl, než aby se vracel domů, ale svým krajanům hodlá pomoci.
V novém procesí přichází Tsching-Tschingova suita. Guvernér se ihned ptá na opovážlivého vetřelce, o kterém dostal hlášení. Chce ho hned potrestat upálením, ale Ko-ko-ri-ko ho zadržuje. Prý mu božstvo zjevilo vladařův horoskop, podle kterého bude Tsching-Tsching žít dlouho a šťastně, ale cizinec je jeho „hvězdný bratr“ – vše, co se přihodí jemu, pocítí Tsching-Tsching na vlastní kůži. Za těchto okolností je Tsching-Tsching ovšem ochoten ponechat Fritzovi život.
Fritz v guvernérovi navíc poznává polykače nožů z vídeňského divadla a toto své evropské turné by Tsching-Tsching rád udržel před svým lidem v tajnosti. Nechce se vzdát Je-sas-ny, ale když Fritz hrozí, že si vezme život strašným způsobem, pokud dívku nedostane – a tím přivodí i smrt guvernéra – musí se Tsching-Tsching své odalisky zříci. Je-sas-na a Fritz tedy odplouvají zpátky do Vídně a Je-sas-na vládci slibuje že bude o Fritze pečovat, aby se měl jako v bavlnce – on i jeho „hvězdný bratr“.

## Diskografie
- 1959 (LP Erato; CD 1997 Erato 063-19 989-2, bez dialogů) Zpívají: (Fé-ni-han) Rémy Corazza, (Ké-ki-ka-ko) Raymond Amade, (Ko-ko-ri-ko) René Terrasson, (Fé-an-nich-ton) Huguette Boulangeot. Vypravěč Jean Desailly. Sbor Chorale Philippe Caillard a orchestr Orchestre Jean-François Paillard řídí Marcel Couraud (ve francouzštině).[35]
- 1965 (živá rozhlasová nahrávka ORTF, nevydaná) Zpívají: (Fé-ni-han) Micaël Pieri, (Ké-ki-ka-ko) Raymond Amade, (Ko-ko-ri-ko) Marcel Vigneron, (Fé-an-nich-ton) Annick Simon. Orchestre de chambre de la RTF řídí Marcel Couraud
- 1969 (rozhlasová nahrávka; CD Hamburger Archiv für Gesangskunst). Zpívají Lucy Peacock, Martin Vantin, Donald Grobe, Victor von Halem. RIAS Radio-Sinfonieorchester Berlin řídí Caspar Richter (v němčině).
- 1980 (LP Milan; Bourg BG 2002) Zpívají: (Fé-ni-han) Jean Kriff, (Ké-ki-ka-ko) Christian Baudéan, (Ko-ko-ri-ko) Marc Grimonprez, (Fé-an-nich-ton) Anne-Marie Santal, (Číňan) Guy Bernard. Doprovod na čtyřruční klavír (Denise Aignerelle, Henry Gayral) (ve francouzštině).[35]
- 1986 (LP/CD Pluriel) Zpívají: (Fé-ni-han) Bernard van der Meersch, (Ké-ki-ka-ko) Vincent Vittoz, (Ko-ko-ri-ko) Mihel Hubert, (Fé-an-nich-ton) Maryse Castets. Orchestr L'Ensemble instrumental de Basse-Normandie řídí Dominique Debart (ve francouzštině).[35]